# Raon-lès-Leau
Raon-lès-Leau is een gemeente in het Franse departement Meurthe-et-Moselle in regio Grand Est en telt 41 inwoners (2009). De plaats maakt deel uit van het arrondissement Lunéville.

## Geschiedenis
De gemeente was onderdeel van het departement Meurthe totdat middels het Verdrag van Frankfurt een deel van het departement geannexeerd en deel van het Reichsland Elzas-Lotharingen van het Duitse Keizerrijk werd. Een groot deel van de bossen rond Raon-lès-Leau en het aangrenzende Raon-sur-Plaine in het departement Vosges werd overgeheveld naar de eveneens door de Duitsers geannexeerde gemeente Michelbrunn, het huidige Grandfontaine. Raon-lès-Leau bleef Frans en werd op 7 september 1871 opgenomen in het op die dag gevormde departement Meurthe-et-Moselle. Toen na de Eerste Wereldoorlog Elzas-Lotharingen geannexeerd werd door Frankrijk bleef de situatie van Raon-lès-Leau onveranderd.
De gemeente was onderdeel van het kanton Badonviller tot dat op 22 maart werd opgeheven en de gemeenten werden opgenomen in het kanton Baccarat.

## Geografie
De oppervlakte van Raon-lès-Leau bedraagt 1,3 km², de bevolkingsdichtheid is dus 31,5 inwoners per km².
De onderstaande kaart toont de ligging van Raon-lès-Leau met de belangrijkste infrastructuur en aangrenzende gemeenten.

## Demografie
Onderstaande figuur toont het verloop van het inwonertal (bron: INSEE-tellingen).